# Dracula Untold
Dracula Untold è un film del 2014 diretto da Gary Shore.
Il film, con protagonista Luke Evans nei panni di Vlad III di Valacchia, narra il motivo per cui il principe Vlad III è diventato il personaggio oscuro e famoso nella letteratura mondiale.
Inizialmente presentato come primo capitolo del nuovo Dark Universe, il film ha ricevuto incassi modesti e critiche negative, spingendo la Universal a sostituirlo con La mummia (2017) come primo capitolo della serie.

## Trama
1442, alla fine del Basso Medioevo, il sultano turco era solito reclutare bambini da ogni terra per addestrarli e farli diventare suoi soldati, i Giannizzeri. Tra questi vi era Vlad III di Valacchia, il quale diviene presto noto come "l'impalatore" poiché è solito, appunto, impalare tutte le sue vittime dopo averle uccise, quale sorta di monito verso i suoi nemici. Liberatosi dal suo incarico come soldato, Vlad viene nominato principe della Transilvania dal sultano e, pentitosi di tutte le atrocità compiute, decide di convertirsi e di prendere in moglie una donna, Mirena, e da cui avrà un figlio, Ingeras.
Durante una perlustrazione, Vlad, grazie allo zingaro Shkelgim, ritrova i cadaveri di alcuni soldati turchi e scopre in seguito che provengono dal misterioso "Picco del Dente Rotto". Recatosi quivi, il principe fa la conoscenza di una misteriosa creatura, che ucciderà in seguito le sue guardie. Riuscito a salvarsi grazie alla sua spada d'argento, Vlad ritorna al suo palazzo, il Castello Dracula (chiamato così per l'appartenenza della stirpe di Vlad, un cavaliere dell'Ordine del Dragone: Dracula, infatti, significa "Figlio Del Drago"), e qui scopre la storia di un uomo che, facendo un patto col diavolo, ottenne i poteri della notte e il dominio su tutte le sue creature, diventando un vampiro. Il giorno seguente, durante una festa a palazzo, giunge un drappello turco per chiedere un tributo; Vlad offre loro dell'argento, ma i turchi affermano di volere mille bambini da addestrare, tra cui suo figlio Ingeras. Il principe, su consiglio di Mirena, cerca di convincere il sultano Maometto II a cambiare idea, ma questi non si lascia convincere. Il giorno in cui un altro drappello turco viene stavolta a reclamare Ingeras, Vlad uccide tutti i soldati, dichiarando così guerra a Maometto II. Resosi tuttavia conto di aver bisogno di maggior potere, Vlad decide di tornare dalla creatura sul Picco del Dente Rotto, il quale si rivela essere un "Maestro Vampiro".
Pur di difendere la sua gente e la sua famiglia, Vlad chiede aiuto al Maestro Vampiro, il quale gli offre la possibilità di ottenere i suoi poteri per tre giorni: in questo lasso di tempo il principe sarà invincibile ma dovrà resistere alla sete di sangue fino alla fine del terzo giorno, altrimenti la maledizione del Maestro Vampiro passerà permanentemente a lui dannandolo per l'eternità. Inoltre, quando il Maestro Vampiro lo deciderà, Vlad dovrà agire per conto suo. Il principe accetta e, dopo aver bevuto il sangue del vampiro, ottiene i suoi poteri. Giunto presso il Castello Dracula sotto forma di una nube di pipistrelli, il principe trova la sua gente sotto l'assedio di mille soldati turchi, che con l'ausilio dei suoi nuovi poteri elimina facilmente. Temendo per il suo popolo ordina poi ai sudditi di ottenere riparo in un monastero, difficilmente conquistabile dai turchi poiché situato su di un'altura. La seconda notte un manipolo di soldati turchi attacca l'accampamento, ma Vlad stermina anch'essi con facilità. Intanto, sia tra i turchi che tra la sua stessa gente si inizia a vociferare che il principe sia un vampiro; un prete, fratello Lucian, conferma questa terribile realtà esponendolo alla luce del sole davanti al popolo. Quest'ultimo, intimorito, cerca di bruciarlo vivo; Vlad sopravvive, e fa rinsavire la sua gente sulla vera natura del pericolo cui vanno incontro. Quella stessa notte, infatti, Maometto II e il suo esercito giungono ad assediare il monastero. Vlad, guidando una nube di pipistrelli, sbaraglia gran parte dell'esercito turco eliminando migliaia di nemici. Un manipolo di soldati turchi riesce tuttavia ad introdursi nel monastero, uccidendo gran parte della popolazione e rapendo Ingeras; nel tentativo di difendere suo figlio, Mirena cade dalla torre del monastero e perde la vita.
Vlad, devastato dalla perdita della moglie, finisce per cedere completamente all'oscura maledizione e diviene il nuovo Maestro Vampiro, assecondando così l'ultimo desiderio della moglie: bere il suo sangue per salvar loro figlio. Vlad, divenuto a tutti gli effetti un vampiro, fa dunque bere il suo sangue ai sudditi rimanenti, trasformando anch'essi in vampiri assetati di vendetta; li guida poi verso l'accampamento turco, dove Maometto II tiene in ostaggio Ingeras. Nello scontro che ne segue i neo-vampiri, forti dei poteri appena acquisiti, decimano con estrema facilità l'esercito turco, mentre Vlad si scontra con Maometto II. Questo attira il principe in una stanza piena di monete d'argento, e lo affronta con una spada dello stesso materiale. Essendo a conoscenza di un altro punto debole di queste creature, che infatti periscono se trafitte al cuore, cerca di pugnalare Vlad con un paletto di legno; il vampiro, spronato dal figlio, riesce a volgere la situazione in suo favore, uccidendo il re turco. Resosi però conto che i vampiri da lui creati avrebbero ucciso Ingeras, Vlad si oppone loro, permettendo a fratello Lucian di portare Ingeras in salvo. Fatto ciò la nube che fino a quel momento li copriva si dissolve, assieme alla promessa che Vlad aveva fatto alla moglie in punto di morte; il sole inonda il campo di battaglia disseminato di cadaveri, e i vampiri, colpiti dalla luce, cessano di esistere. Ingeras viene incoronato nuovo sovrano della Transilvania e il nome di Vlad, divenuto leggenda, verrà tramandato nei secoli, pur lasciando una nube di mistero sulla sua storia. Creduto morto alla fine della battaglia, Vlad viene in realtà salvato da Shkelgim, che lo riporta alla vita bagnando di sangue le sue labbra arse.
Londra, giorni nostri, età contemporanea, XXI secolo. Vlad, sopravvissuto per molti secoli, trova Mina, una donna che si rivelerà essere la reincarnazione di Mirena. Mentre il principe si allontana con la donna, il Maestro Vampiro li osserva in lontananza, deciso a utilizzare Vlad per i suoi scopi.

## Produzione
Il progetto era inizialmente intitolato Dracula Year Zero. Alex Proyas venne assunto per dirigere il film, mentre il produttore Michael De Luca contattò Sam Worthington per il ruolo di Dracula.
Il 10 febbraio Gary Shore fu assunto per sostituire Proyas. Worthington abbandonò la pellicola per questioni legate all'ingaggio e al suo posto fu assunto Luke Evans.
Il budget del film è stato di 70 milioni di dollari e le riprese si sono svolte nell'Irlanda del Nord tra agosto e novembre 2013.

### Cast
Inizialmente il ruolo del protagonista venne dato all'attore Sam Worthington, per poi esser sostituito da Luke Evans. Per il ruolo della protagonista femminile venne inizialmente scelta Abbie Cornish, che però rifiutò il progetto; la parte venne poi data a Sarah Gadon.

## Distribuzione
Il primo trailer del film viene diffuso il 24 giugno 2014, mentre i primi poster, statunitense ed italiano, vengono diffusi il 16 giugno.
La pellicola inizialmente programmata per il 17 ottobre, viene anticipata e distribuita nelle sale cinematografiche statunitensi a partire dal 10 ottobre 2014, mentre in quelle italiane è arrivata il 30 ottobre.

## Accoglienza

### Incassi
Il film ha incassato 56,2 milioni di dollari nel Nord America e 160,8 nel resto del mondo, per un totale di 217,1 milioni di dollari.

### Critica
Sull'aggregatore Rotten Tomatoes il film riceve il 25% delle recensioni professionali positive con un voto medio di 4,5 su 10 basato su 139 critiche, mentre su Metacritic ottiene un punteggio di 40 su 100 basato su 30 critiche.

## Riconoscimenti
- 2015 - Fangoria Chainsaw Awards
  - Candidato per il miglior wide release
- 2015 - People's Choice Awards
  - Candidato per il film thriller preferito dal pubblico
- 2015 - Saturn Award[17][18]
  - Miglior film horror
  - Migliori costumi a Ngila Dickson
  - Candidato per il miglior trucco a Mark Coulier e Daniel Phillips